# 島根県道261号母衣町雑賀町線
島根県道261号母衣町雑賀町線（しまねけんどう261ごう ほろまちさいかまちせん）は、島根県松江市を通る一般県道である。

## 概要
松江市母衣町から松江市雑賀町に至る。

### 路線データ
- 起点：松江市母衣町（東京橋交差点、国道431号交点）
- 終点：松江市雑賀町（相生町交差点、国道9号上、国道54号・国道180号・国道432号終点、島根県道21号松江島根線旧道起点）

## 歴史
- 1958年（昭和33年）6月13日 島根県告示第525号により認定される。
- 1972年（昭和47年）頃[いつ?] - 現行の県道番号に変更される。

## 路線状況

### 重複区間
- 国道9号・国道54号（松江市竪町・竪町交差点 - 松江市雑賀町・相生町交差点（終点））

### 道路施設

#### 橋梁
- 東京橋（京橋川、松江市母衣町 - 松江市末次本町）
- 松江大橋（大橋川、松江市末次本町 - 松江市白潟本町）
- 天神橋（天神川、松江市寺町 - 松江市竪町）

## 地理

### 通過する自治体
- 松江市

### 交差する道路
| 交差する道路                                                                                 | 交差する場所 | 交差する場所        |
| -------------------------------------------------------------------------------------------- | ------------ | ------------------- |
| 国道431号                                                                                    | 母衣町       | 東京橋交差点 / 起点 |
| 島根県道253号宍道湖公園線                                                                    | 天神町       | 天神町交差点        |
| 国道9号 重複区間起点 国道54号 重複区間起点                                                   | 竪町         | 竪町交差点          |
| 国道9号 重複区間終点 国道54号 重複区間終点 国道180号 国道432号 島根県道21号松江島根線 / 旧道 | 雑賀町       | 相生町交差点 / 終点 |

### 交差する鉄道
- 山陰本線

### 沿線
- 山陰合同銀行本店